# Louise de Craene-Van Duuren
Louise De Craene-Van Duuren, née le 21 novembre 1875 à Merksem (Belgique) et morte le 25 juillet 1938 à Bruxelles (Belgique), est une philosophe et militante féministe belge de l’entre-deux-guerres. Ses écrits sont fondamentaux dans l'histoire de la pensée féministe belge,. 

## Biographie
Louise De Craene-Van Duuren naît à Merksem (Anvers) le 21 novembre 1875 et meurt à Bruxelles le 25 juillet 1938. 
Son père, Nicolas Van Duuren est un réviseur d’entreprises, libre penseur et agnostique. Sa mère, Léonie Riche, est femme au foyer et catholique. Louise Van Duuren et sa sœur Jeanne sont deux jeunes filles très indépendantes. Sa sœur Jeanne épouse Édouard Bogart, tous deux scientifiques à la faculté des sciences appliquées de l’Université libre de Bruxelles ; de ce mariage naît Madeleine Bogart qui, diplômée de cette même faculté, sera la première femme assistante de faculté.
Après le déménagement de sa famille à Bruxelles, Louise Van Duuren est envoyée par ses parents à l'école d'Isabelle Gatti de Gamond. Avant de commencer des études de philosophie et de lettres à l'Université libre de Bruxelles (ULB), Louise Van Duuren voyage en Angleterre et à Paris.
Docteure en philosophie de l’ULB (diplôme obtenu en 1900), elle est active à la Ligue de l’Enseignement et dans la loge mixte de franc-maçonnerie du Droit humain. Elle enseigne la littérature jusqu’à sa retraite anticipée en 1917, officiellement pour raisons de santé mais en réalité, cela lui laisse le temps de se consacrer pleinement à ses engagements féministes.
Elle épouse, en 1905, Ernest De Craene (1882 - 1957), psychiatre et professeur à l’ULB. Elle fait sa rencontre en participant à la création des Universités populaires. Ensemble, ils forment un couple d’humanistes et de militants pour les droits des femmes.

## Engagement féministe
Dès 1886, Louise De Craene-Van Duuren collabore aux Cahiers féministes d'Isabelle Gatti de Gamond et aux Universités populaires[réf. nécessaire].
Le 1er février 1928, elle fonde le Groupement belge pour l’affranchissement de la femme avec la participation de Marcelle Renson. Cette organisation a pour but de regrouper les personnes militant pour l’égalité entre les femmes et les hommes « en dehors de toute préoccupation de croyance, de race, de classe, de sexe ». Les femmes doivent pouvoir obtenir une entière capacité juridique et politique. De nombreux universitaires adhèrent à cette organisation[réf. nécessaire].
La création du Groupement belge pour l’affranchissement de la femme s'effectue dans un contexte de crise économique et politique qui freine l’avancée des droits économiques, civils et politiques des femmes et remet en cause ceux déjà acquis,. Face à ce constat et à l’occasion du congrès fondateur de l’Open Door International en 1929, Louise De Craene-Van Duuren décide de scinder l'association afin d'être plus efficace.
C'est ainsi que se crée le Groupement belge de la porte ouverte (GBPO) et sa revue La Travailleuse traquée et le Groupement belge pour l’affranchissement de la femme (GBAF) (rebaptisé Égalité) dirigé par Georgette Ciselet,. Louise De Craene-Van Duuren dirige les actions pour l’égalité économique et Georgette Ciselet, celles menées pour l’égalité politique et juridique. Ces mouvements exigent l’égalité totale entre les travailleurs hommes et femmes et ont une influence directe sur l’Organisation internationale du travail.
Louise De Craene-Van Duuren est également engagée pour les droits des enfants. Elle s’indigne contre « cette honte sociale qui consiste à tolérer que soient placés à demeure des enfants, garçons ou filles, à un âge où ils ne peuvent, ni physiquement, ni intellectuellement, ni moralement, se garder ou se défendre contre l’abus de pouvoir, la violence ou l’astuce des adultes qui les entourent ».

## Théorie
Louise De Craene-Van Duuren est considérée comme une précurseure des revendications féministes des années 1970,. Elle est même considérée comme l'autrice d'une théorie féministe. En effet, elle remet en cause l’organisation de la société basée sur la famille traditionnelle et le partage sexué des tâches. La famille est, pour elle, un lieu d’asservissement des femmes.
Louise De Craene-Van Duuren montre l’importance des droits économiques pour l’émancipation des femmes. Elle part du constat que les femmes sont trop souvent restreintes dans leurs aspirations au bonheur par des contraintes conjugales et familiales. Pour elle, l’épanouissement personnel de la femme et ses projets professionnels doivent être pris en compte au sein de la structure familiale. Le mariage et le couple ne doivent pas se faire dans un rapport de dominant/dominé mais dans une idée de partage. Le mariage ne doit donc plus être le seul moyen d’assurer une sécurité financière aux femmes. Louise De Craene-Van Duuren compare d’ailleurs cette pratique à une forme de prostitution.
Afin d’arriver à cette égalité, elle demande que le Code civil ne soit plus discriminant envers les femmes sur le marché du travail. Elle milite également pour une réforme de l’éducation afin d'apprendre aux hommes et aux femmes à exercer un partage des tâches égal au sein de la famille. Les femmes doivent pouvoir accéder à la même éducation que les garçons.